# WNBA All-Star Game 2011
Das 10. All-Star Game der WNBA fand am 23. Juli 2011 im AT&T Center in San Antonio, Texas statt. Die Ligaführung vergab am 3. März das Spiel an die San Antonio Silver Stars,. Das WNBA All-Star Game wurde erstmals in der Geschichte der WNBA in San Antonio, beziehungsweise zum erst zweiten Mal von einer Franchise aus der Western Conference ausgetragen. Wie in den vergangenen Jahren trat dabei eine Auswahl der besten Spieler der Eastern Conference gegen eine Mannschaft der Western Conference an. Im Rahmen der Veranstaltung wurden auch die Top 15 präsentiert.
An der Veranstaltung nahmen die besten Spielerinnen der WNBA teil. In einer weltweiten Abstimmung über das Internet wurden die Startformationen der Western Conference und der Eastern Conference bestimmt, während die restlichen Plätze im Kader von den Trainern innerhalb der Conference vergeben wurden. Die Trainer mussten jeweils für sechs Spielerinnen entscheiden, wobei darunter mindestens zwei Guards, zwei Forwards und ein Center befinden mussten. Außerdem durften die Cheftrainer nicht für eine Spielerin von deren Mannschaft wählen.

## Mannschaften
Die Spielerinnen der Startformationen, der Eastern Conference und der Western Conference konnten im Internet auf der offiziellen Webseite der WNBA oder via SMS mit dem Mobiltelefon gewählt werden. Dabei konnte jeder Fan beliebig oft abstimmen. Am 14. Juli 2011 wurde die Startformation beider Mannschaften bekannt gegeben. Die meisten Spielerinnen in der Startformation stellten in der Western Conference mit Sue Bird und Swin Cash die Seattle Storm und in der Eastern Conference die Indiana Fever, die durch Tamika Catchings  und Katie Douglas vertreten wurden.
| Pos.               | Spielerin         | Mannschaft               | Teilnahme #    |                |
| Startformation     | Startformation    | Startformation           | Startformation | Startformation |
| ------------------ | ----------------- | ------------------------ | -------------- | -------------- |
| PG                 | Sue Bird          | Seattle Storm            | 7.             |                |
| SG                 | Diana Taurasi     | Phoenix Mercury          | 5.             |                |
| SF                 | Swin Cash         | Seattle Storm            | 4.             |                |
| SF                 | Maya Moore        | Minnesota Lynx           | 1.             |                |
| C                  | Candace Parker1   | Los Angeles Sparks       | 1.             |                |
| Ersatzspielerinnen |                   |                          |                |                |
| F                  | Rebekkah Brunson1 | Minnesota Lynx           | 2.             |                |
| G                  | Becky Hammon      | San Antonio Silver Stars | 6.             |                |
| G                  | Lindsay Whalen    | Minnesota Lynx           | 3.             |                |
| F                  | Seimone Augustus  | Minnesota Lynx           | 3.             |                |
| F                  | Penny Taylor      | Phoenix Mercury          | 3.             |                |
| C                  | Danielle Adams    | San Antonio Silver Stars | 1.             |                |
| C                  | Liz Camage1       | Tulsa Shock              | 1.             |                |

| Pos.               | Player               | Team               | Teilnahme #    |                |
| Startformation     | Startformation       | Startformation     | Startformation | Startformation |
| ------------------ | -------------------- | ------------------ | -------------- | -------------- |
| PG                 | Cappie Pondexter     | New York Liberty   | 4.             |                |
| SG                 | Katie Douglas        | Indiana Fever      | 4.             |                |
| SF                 | Tamika Catchings     | Indiana Fever      | 8.             |                |
| SF                 | Angel McCoughtry     | Atlanta Dream      | 1.             |                |
| C                  | Tina Charles         | Connecticut Sun    | 1.             |                |
| Ersatzspielerinnen |                      |                    |                |                |
| G                  | Renee Montgomery     | Connecticut Sun    | 1.             |                |
| G                  | Epiphanny Prince     | Chicago Sky        | 1.             |                |
| G                  | Courtney Vandersloot | Chicago Sky        | 1.             |                |
| F                  | Essence Carson       | New York Liberty   | 1.             |                |
| F                  | Crystal Langhorne    | Washington Mystics | 1.             |                |
| C                  | Sylvia Fowles        | Chicago Sky        | 2.             |                |

- 1Candace Parker konnte aufgrund einer Verletzung nicht am Spiel teilnehmen. Für sie wurde Liz Camage nachnominiert. Parker wurde in der Startformation durch Rebekkah Brunson ersetzt.
- C= Center; PF = Power Forward; SF = Small Forward; SG = Shooting Guard; PG = Point Guard; F = Forward; G = Guard;

## Top 15
In der Halbzeit wurde anlässlich der 15. WNBA Saison die besten 15 Spielerinnen in der Geschichte der WNBA geehrt. Die Top 15 wurden mittels Wahlen ermittelt, wobei zwischen drei Wählergruppen unterschieden wurde:
- Fans
- Medien
- aktive Spielerinnen, Cheftrainer und Cheftrainerinnen der WNBA

Die WNBA gewichtete die Stimmen der einzelnen Wählergruppen, damit jede Gruppe den gleichen Einfluss auf das Ergebnis hat. Die Wahlen ergaben schließlich folgendes Ergebnis:
- Sue Bird
- Tamika Catchings
- Cynthia Cooper
- Yolanda Griffith
- Becky Hammon
- Lauren Jackson
- Lisa Leslie
- Ticha Penicheiro
- Cappie Pondexter
- Katie Smith
- Dawn Staley
- Sheryl Swoopes
- Diana Taurasi
- Tina Thompson
- Teresa Weatherspoon

## All-Star Game
Die Eastern Conference konnten nach der Niederlage im Jahr 2009 das zehnte All-Star Game mit 118:113 wieder für sich entscheiden. Das Spiel war über weite Strecken ausgeglichen, zwar konnte sich der Westen als auch der Osten in den ersten drei Vierteln immer wieder kurz absetzen, jedoch schaffte es keines der beiden Teams diesen Vorsprung zu halten bzw. weiter auszubauen. Die Entscheidung fiel somit in einem der punktereichsten All-Star Game der WNBA-Geschichte erst im letzten Viertel. Auch im vierten Viertel wechselte die Führung mehrmals. Die Mannschaft aus dem Westen führte in der letzten Minute mit 113:111. Durch einen erfolgreichen 3-Punkte-Wurf von Katie Douglas übernahm der Osten wieder die Führung und behielt diese dann bis zum Ende des Spiels.
Nach dem Spiel wurde mit Swin Cash zum zweiten Mal in der Geschichte der WNBA eine Spielerin der unterlegenen Mannschaft zur wertvollsten Spielerin des All-Star Games ernannt. Cash, die diese Auszeichnung nach 2009 zum bereits zweiten Mal erhielt, erzielte in diesem Spiel 21 Punkten und 12 Rebounds.
| 23. Juli 2011 | Zusammenfassung | Eastern Conference 118, Western Conference 113                    | Eastern Conference 118, Western Conference 113 | Eastern Conference 118, Western Conference 113             | AT&T Center, San Antonio Zuschauer: 12.540 Schiedsrichter: - #4 Blauch - #17 Twardoski - #45 Mauer |
| 23. Juli 2011 | Zusammenfassung | Punkte pro Viertel: 33-36, 32-30, 27-26, 26-21                    |                                                |                                                            | AT&T Center, San Antonio Zuschauer: 12.540 Schiedsrichter: - #4 Blauch - #17 Twardoski - #45 Mauer |
| 23. Juli 2011 | Zusammenfassung | Punkte: Pondexter 17 Rebounds: McCoughtry 10 Assists: Pondexter 7 |                                                | Punkte: Cash 21 Rebounds: Cash 12 Assists: Diana Taurasi 7 | AT&T Center, San Antonio Zuschauer: 12.540 Schiedsrichter: - #4 Blauch - #17 Twardoski - #45 Mauer |
| 23. Juli 2011 | Zusammenfassung |                                                                   |                                                |                                                            | AT&T Center, San Antonio Zuschauer: 12.540 Schiedsrichter: - #4 Blauch - #17 Twardoski - #45 Mauer |